# Хуманитарни реакции на земетресението в Турция и Сирия през 2023 г.
Различни държави и организации са отговорили на Земетресение в Турция и Сирия през 2023 г. 105 държави и 16 международни организации обещаха подкрепа за жертвите на земетресението, включително хуманитарна помощ. Повече от държавите предоставиха екипи с кучета за търсене и спасяване, за да открият жертвите под отломките и беше предложена и парична подкрепа.
|  | Тази страница частично или изцяло представлява превод на страницата Humanitarian response to the 2023 Turkey–Syria earthquake в Уикипедия на английски. Оригиналният текст, както и този превод, са защитени от Лиценза „Криейтив Комънс – Признание – Споделяне на споделеното“, а за съдържание, създадено преди юни 2009 година – от Лиценза за свободна документация на ГНУ. Прегледайте историята на редакциите на оригиналната страница, както и на преводната страница, за да видите списъка на съавторите. ВАЖНО: Този шаблон се отнася единствено до авторските права върху съдържанието на статията. Добавянето му не отменя изискването да се посочват конкретни източници на твърденията, които да бъдат благонадеждни. |